# Олівер Петерсен
Олівер Петерсен (норв. Oliver Petersen, нар. 26 вересня 2001, Акерсгус, Норвегія) — норвезький футболіст, воротар клубу «Молде».

## Ігрова кар'єра

### Клубна
Займатися футболом Олівер Петерсен почав у клубі «Фолло». У 2018 році він приєднався до клубу Елітесеріен «Молде», де тривалий час виступав у молодіжній команді. У 2019 році воротар зіграв один матч в основі у Кубку Норвегії. Але повноцінний виклик до першої команди Олівер отримав перед сезоном 2021 року. У червні 2021 року Петерсен дебютував у складі «Молде» у вищому дивізіоні Норвегії. У квітні 2021 року воротар підписав з клубом контракт до 31 грудня 2024 року.
У сезоні 2023/24 Петерсен вперше зіграв на міжнародній арені - в груповому раунді Ліги Європи.
Разом з командою Петерсен двічі вигравав Кубок Норвегії. та чемпіонат країни.

### Збірна
Олівер Петерсен зіграв сім матчів у складі юнацьких збірних Норвегії.

## Титули
Молде
 Чемпіон Норвегії: 2022
 Переможець Кубка Норвегії (2): 2021/22, 2023